# L'arbore di Diana
L'arbore di Diana és una òpera buffa en dos actes del compositor Vicent Martín i Soler estrenada al Burgtheater de Viena l'1 d'octubre de 1787, 28 dies abans que Mozart presentés el seu Don Giovanni a Praga. S'estrenà sota la protecció de l'emperador Josep II. El llibret, de Lorenzo Da Ponte, revela la seva grandesa com a poeta i dramaturg: insolència i amoralitat es donen la mà en un text que irritaria en el seu moment catòlics i protestants.
Tingué un èxit extraordinari per damunt de les tres obres de Mozart en col·laboració amb Da Ponte, i es representà a tot Europa, on triomfà a Itàlia, Viena, Sant Petersburg i Londres.
L'argument és aparentment simple: la deessa de la castedat, Diana, té un arbre al seu jardí que produeix grans pomes. Quan hi passen per sota les seves nimfes…, si són castes, les pomes esdevenen brillants i fan sons dolcíssims. Si han comès algun delicte contra la castedat, la poma esdevé negra i les castiga. Amor no suporta aquesta llei, entra al jardí de Diana, ensenya el jardiner a enamorar les nimfes i introdueix el pastor Endimió, del qual s'enamora la mateixa Diana. La deessa fa tallar la planta delatora i Amor converteix el jardí de Diana en palau de l'amor.
Els estudiosos de l'òpera interpreten que s'hi amaga una intencionalitat política –malgrat utilitzar elements del gènere pastoral i de la comèdia eròtica– favorable a l'abolició de convents i monestirs decretada pel sobirà. Diana i les nimfes simbolitzen les monges, i que Amor és una personificació de l'emperador, i hi detecten similituds evidents amb La flauta màgica de Schikaneder i Mozart.
El caràcter vitalista del llibret es tradueix en una partitura deliciosa i que demostra l'ofici de Vicent Martín i Soler, que va saber connectar amb els gustos de l'època: no en va, personatges com les tres nimfes o el Doristo de L'arbore di Diana prefiguren les tres dames i el Papageno de La flauta màgica. L'univers de Così fan tutte també és latent en una pàgina que, en certa manera, també anuncia la futura “Scuola degli amanti”.